# Mr. Magoo (série télévisée d'animation)
Cet article concerne la série d'animation franco-américaine. Pour le film américain, voir Mr. Magoo.
Mr. Magoo ou M. Magoo au Québec est une série d'animation franco-américaine en 2D créée par les studios Xilam en partenariat avec DreamWorks Animation. Elle est basée sur le personnage de Quincy Magoo créé par la société de production américaine UPA. La série est diffusée sur France 4 dans Les Minikeums depuis le 4 mai 2019, sur Boomerang depuis le 31 aout 2019 puis, de janvier à mars 2020, elle a souvent été diffusée sur France 3 dans Okoo. La saison 2, inédite en France, est diffusée sur France 4 à partir de juin 2023, toujours dans Okoo.

## Synopsis
Magoo est un petit monsieur jovial et bienveillant, toujours prêt à aider… le problème, c'est qu'il est myope comme une taupe. Il confond les gens, n'est jamais là où il croit être et fini souvent par semer la pagaille. Sans même s'en rendre compte, il déjoue toujours les plans de Fizz, un hamster mégalo.

## Distribution

### Voix françaises
- Emmanuel Curtil : Mr Magoo
- Jérémy Prévost : M. Chat, le Président, voix additionnelles
- Féodor Atkine : Fizz
- Hervé Rey : Weasel

### Voix anglaises
- Ian Hanlin (en) : Mr Magoo
- Colin Murdock : Mr Cat et Fizz
- Shawn MacDonald : Weasel

## Personnages
- Si vous ne connaissez pas le sujet, laissez ce bandeau (vous pouvez alors contacter les auteurs).
- Si vous supprimez le contenu mis en cause (vous pouvez préalablement contacter les auteurs),

argumentez précisément cette suppression dans la page de discussion
(un manque de référence n'est pas un argument ; une recherche réelle de référence doit avoir été effectuée, être formellement documentée).

### Principaux
- Mr. Magoo, un homme bienveillant, myope qui confond les objets. Il déjoue les actions de Fizz sans s'en rendre compte.
- Mr. Chat, le chien bull terrier de compagnie de Mr. Magoo qui miaule au lieu d'aboyer. Il prend en chasse Fizz, dés qu'il le repère.
- Fizz, un hamster orange, intelligent, méchant et maléfique qui souhaite être le maître du monde. Chaque fois qu'il est humilié et qu'il échoue à cause de Magoo, il crie « MAGOO ».
- Weasel, le serviteur de Fizz et le voisin de gauche de Magoo. Il n'est pas très malin et fait tout de travers.

### Récurrents
- Linda, la voisine de droite de Magoo.
- Le Président, le président de Fizz City, qui ressemble un peu à Barack Obama. Il a un chihuahua, appelé Kikou.
- Marnie, la nouvelle fille de l'épisode 4. C'est la copine de Mr. Magoo.

## Production
Dans le but de ressusciter le personnage, la société DreamWorks Animation, détentrice des droits sur le personnage de Mr. Magoo, approche le studio d'animation Xilam pour la création d'une série d'animation. La série a été achetée dans plus de 150 territoires selon son producteur Marc du Pontavice. Nouveauté de cette série, le voisin de Mr. Magoo et son hamster Fizz antagoniste du personnage principal. Cet ajout dans l'univers de Mr. Magoo est justifié par le réalisateur Hugo Gittard par le fait que les suites de gags de la série originale d'une durée de trois minutes ne fonctionnerait pas sur la durée de sept minutes choisi par Xilam. La série est développée dans le studio d'Angoulême.

## Liste des épisodes

### Saison 1 (2019)
| N° | Titre                                  | Écrit par                                                 | Storyboard par                           | Première diffusion |
| -- | -------------------------------------- | --------------------------------------------------------- | ---------------------------------------- | ------------------ |
| 1  | Magoo contre les envahisseurs          | Hugo Gittard                                              | Cédric Dietsch                           | 4 mai 2019         |
| 2  | Tombés du ciel                         | Fabien Limousin Cédric Stephan                            | Cédric Dietsch                           | 4 mai 2019         |
| 3  | Gentil toutou                          | Hugo Gittard                                              | Louis Musso                              | 4 mai 2019         |
| 4  | Chapeau, Mr Magoo                      | Hugo Gittard                                              | Wandrille Maunoury                       | 11 mai 2019        |
| 5  | Pompier d'un jour                      | Nicolas Le Nevé                                           | Cédric Dietsch                           | 11 mai 2019        |
| 6  | A l'état sauvage                       | Solenn Le Priol Giulia Volli                              | Louis Musso Cédric Dietsch               | 11 mai 2019        |
| 7  | Dans l'oreillette                      | Fabien Limousin Cédric Stephan                            | Louis Musso Cédric Dietsch               | 18 mai 2019        |
| 8  | Un alpiniste hors pair                 | Solenn Le Priol Giulia Volli                              | Louis Musso Cédric Dietsch               | 18 mai 2019        |
| 9  | Des mollets en diamant                 | Nicolas Le Nevé                                           | Louis Musso Cédric Dietsch               | 18 mai 2019        |
| 10 | La recette du succès                   | Fabien Limousin Cédric Stephan                            | Louis Musso Cédric Dietsch               | 25 mai 2019        |
| 11 | Décollage immédiat                     | Nicolas Le Nevé                                           | Louis Musso                              | 25 mai 2019        |
| 12 | Hold-up d'Halloween                    | Nicolas Le Nevé                                           | Louis Musso Cédric Dietsch               | 25 mai 2019        |
| 13 | La dernière marmotte                   | Fabien Limousin Cédric Stephan                            | Louis Musso Cédric Dietsch               | 1er juin 2019      |
| 14 | Panique à domicile                     | Hugo Gittard                                              | Louis Musso Cédric Dietsch               | 1er juin 2019      |
| 15 | Le trésor de Barbe-Rose                | Fabien Limousin Cédric Stephan                            | Louis Musso Cédric Dietsch               | 1er juin 2019      |
| 16 | Porté disparu                          | Maité Sonnet                                              | Louis Musso Cédric Dietsch Richard Méril | 8 juin 2019        |
| 17 | La pêche au hamster                    | Fanny Courtilot                                           | Cédric Dietsch Richard Méril             | 8 juin 2019        |
| 18 | Plus blanc que blanc                   | Ségolène Basso-Bruca                                      | Cédric Dietsch Richard Méril             | 8 juin 2019        |
| 19 | La guerre des maîtres-nageurs          | Gaël Gittard                                              | Louis Musso Cédric Dietsch               | 15 juin 2019       |
| 20 | HibernaFizz                            | Fabien Limousin Cédric Stephan                            | Cédric Dietsch Richard Méril             | 15 juin 2019       |
| 21 | Fizzland                               | Hugo Gittard                                              | Louis Musso Cédric Dietsch               | 22 juin 2019       |
| 22 | Chevalier Magoo                        | Nils Mathieu Moïra Bérard David Sauerwein                 | Stéphane Annette                         | 22 juin 2019       |
| 23 | Le rongeur de l'espace                 | David Sauerwein                                           | Cédric Dietsch Richard Méril             | 22 juin 2019       |
| 24 | Docteur Magoo                          | Hugo Gittard                                              | Cédric Dietsch Richard Méril             | 29 juin 2019       |
| 25 | C'est du propre                        | Fabien Limousin Cédric Stephan                            | Louis Musso Richard Méril                | 29 juin 2019       |
| 26 | L'île aux dinosaures                   | Solenn Le Priol Giulia Volli                              | Stéphane Annette                         | 29 juin 2019       |
| 27 | Magoo ne fait pas de cadeaux           | Hugo Gittard                                              | Louis Musso Cédric Dietsch               | 1er juillet 2019   |
| 28 | Au cœur du cratère                     | Jordan Raux                                               | Louis Musso Cédric Dietsch               | 1er juillet 2019   |
| 29 | Perdu dans le métro                    | Jordan Raux                                               | Louis Musso                              | 1er juillet 2019   |
| 30 | Trouvé !                               | Hugo Gittard                                              | Jean-Charles André Cédric Dietsch        | 2 juillet 2019     |
| 31 | Les Fizz d'or                          | Fabien Limousin Cédric Stephan                            | Stéphane Annette                         | 2 juillet 2019     |
| 32 | La forêt magique de Parkandur          | Julien Dinse                                              | Richard Méril                            | 2 juillet 2019     |
| 33 | Concombres et zombies                  | Giulia Volli                                              | Louis Musso Cédric Dietsch               | 3 juillet 2019     |
| 34 | Triple souplesse arrière               | Nicolas Le Nevé                                           | Louis Musso                              | 3 juillet 2019     |
| 35 | Méga Magoo contre Dr Fizz              | Vincent Souchon                                           | Richard Méril                            | 3 juillet 2019     |
| 36 | Magoo contre les fantômes              | Jordan Raux                                               | Kevin Audi-Grivetta                      | 4 juillet 2019     |
| 37 | Magoo, un voisin qui vous veut du bien | Vincent Souchon                                           | Jean-Charles André                       | 4 juillet 2019     |
| 38 | Danse avec les morses                  | Hugo Gittard                                              | Stéphane Annette                         | 4 juillet 2019     |
| 39 | Protection rapprochée                  | Giulia Volli                                              | Louis Musso Sandrine Normand             | 5 juillet 2019     |
| 40 | Jamais sans mon Fizz                   | Joël Nsita                                                | Kevin Audi-Grivetta                      | 5 octobre 2019     |
| 41 | Maudite Pyramide                       | David Sauerwein                                           | Kevin Audi-Grivetta                      | 5 octobre 2019     |
| 42 | Magoo sous les mers                    | Fabien Limousin                                           | Richard Méril Louis Musso                | 6 octobre 2019     |
| 43 | Peur sur la plage                      | David Sauerwein                                           | Cédric Dietsch Louis Musso               | 6 octobre 2019     |
| 44 | Magoo l'enchanteur                     | Jordan Raux                                               | Richard Méril Louis Musso                | 6 octobre 2019     |
| 45 | Bazar au zoo                           | Jordan Raux                                               | Stéphane Annette                         | 12 octobre 2019    |
| 46 | La lettre au Père Noël                 | Louis Frélicot                                            | Kevin Audi-Grivetta                      | 20 décembre 2019   |
| 47 | Sauvez Weasel !                        | Julien Dinse Giulia Volli                                 | Richard Méril Cédric Dietsch             | 24 décembre 2019   |
| 48 | Magoo, roi de la glisse                | Hugo Gittard                                              | Richard Méril Louis Musso                | 12 octobre 2019    |
| 49 | A la belle étoile                      | Joël Nsita                                                | Stéphane Annette                         | 12 octobre 2019    |
| 50 | Y a-t-il un pilote dans l'Aérofizz     | Jordan Raux                                               | Christophe Pinto                         | 13 octobre 2019    |
| 51 | Sauvetage en montagne                  | Jordan Raux                                               | Christophe Pinto                         | 13 octobre 2019    |
| 52 | Air Magoo                              | Simon Perrin                                              | Stéphane Annette                         | 13 octobre 2019    |
| 53 | La tribu des Nanogambas                | Julien Dinse                                              | Richard Méril Louis Musso                | 19 octobre 2019    |
| 54 | Kung Fizz                              | David Sauerwein                                           | Richard Méril Louis Musso                | 19 octobre 2019    |
| 55 | La prophétie de Sabledor               | Julien Dinse                                              | Richard Méril Louis Musso                | 19 octobre 2019    |
| 56 | Les frelons de l'amour                 | Jordan Raux                                               | Christophe Pinto                         | 20 octobre 2019    |
| 57 | Un ami venu d'ailleurs                 | Julien Dinse                                              | Stéphane Annette                         | 20 octobre 2019    |
| 58 | Le dernier des chênes                  | Joël Nsita Simon Perrin                                   | Kevin Audi-Grivetta                      | 20 octobre 2019    |
| 59 | Mega Bingo Promo                       | Julien Dinse                                              | Kevin Audi-Grivetta                      | 26 octobre 2019    |
| 60 | Détendez-vous                          | Julien Dinse                                              | Christophe Pinto Louis Musso             | 26 octobre 2019    |
| 61 | L'homme d'acier                        | Joël Nsita Julien Dinse                                   | Richard Méril Christophe Pinto           | 26 octobre 2019    |
| 62 | La fonte des glaces vanille-fraise     | Joël Nsita Julien Dinse                                   | Richard Méril                            | 27 octobre 2019    |
| 63 | Mr Chat, où es-tu ?                    | Hugo Gittard                                              | Kevin Audi-Grivetta                      | 27 octobre 2019    |
| 64 | Fizz FM                                | Simon Perrin                                              | Kevin Audi-Grivetta                      | 27 octobre 2019    |
| 65 | Magoo 2.0                              | Joe Vitale                                                | Richard Méril Louis Musso                | 31 octobre 2019    |
| 66 | Magoo répare tout                      | Hugo Gittard                                              | Sandrine Normand                         | 31 octobre 2019    |
| 67 | Les cochons d'Inde                     | Julien Dinse                                              | Christophe Pinto                         | 15 juin 2019       |
| 68 | Lavage de cerveau de printemps         | Joël Nsita                                                | Christophe Pinto                         | 31 octobre 2019    |
| 69 | MAG007                                 | David Sauerwein Jean-Louis Momus Lison d'Andrea           | Richard Méril                            | 31 octobre 2019    |
| 70 | Maggie Magoo                           | Joël Nsita Julien Dinse                                   | Kevin Audi-Grivetta                      | 1er novembre 2019  |
| 71 | Mon copain Serge                       | Hugo Gittard                                              | Stéphane Annette                         | 1er novembre 2019  |
| 72 | Une nuit en Translovanie               | Joël Nsita Julien Dinse Based on the idea by:Simon Perrin | Kevin Audi-Grivetta                      | 1er novembre 2019  |
| 73 | 7 minutes chrono                       | Julien Dinse                                              | Christophe Pinto                         | 1er novembre 2019  |
| 74 | MAG007, le retour                      | David Sauerwein                                           | Kevin Audi-Grivetta                      | 1er novembre 2019  |
| 75 | Dimanche en famille                    | David Sauerwein                                           | Christophe Pinto                         | 20 décembre 2019   |
| 76 | Mon petit lapin                        | Hugo Gittard                                              | Christophe Pinto                         | 2 novembre 2019    |
| 77 | Ratman                                 | Jordan Raux                                               | Sandrine Normand                         | 2 novembre 2019    |
| 78 | Fizzou Minou                           | David Sauerwein                                           | Richard Méril                            | 2 novembre 2019    |

### Saison 2 (2021-2024)
| N° | Titre                      | Écrit par                       | Storyboard par        | Première diffusion |
| -- | -------------------------- | ------------------------------- | --------------------- | ------------------ |
| 1  | Le parfum de l'amour       | Sabine Cipolla                  | Cristophe Pinto       | 2023               |
| 2  | Patate d'amour             | Alice Boucherit                 | Amaury Allaire        | 2023               |
| 3  | La grande évasion          | Valérie Fageol                  | Mathilde Prévost      | 2021               |
| 4  | Action !                   | Alice Boucherit                 | Mathilde Prévost      | 2021               |
| 5  | Fizz Junior                | Sabine Cipolla                  | Pierre Brissaud       | 2021               |
| 6  | Fizz Beauté                | Alice Boucherit                 | Amaury Allaire        | 2021               |
| 7  | Le Transmofizz             | Alice Boucherit                 | Kevin Audi Grivetta   | 2021               |
| 8  | Fizz superstar             | Csaba Zombori                   | Mathilde Prévost      | 2022               |
| 9  | La maman de Weasel         | Sabine Cipolla                  | Kevin Audi Grivetta   | 2021               |
| 10 | La maison des frissons     | Emmanuel Leduc                  | Amaury Allaire        | 2021               |
| 11 | On expire on s'inspire     | Emmanuel Leduc                  | Léa Cousty            | 2022               |
| 12 | Le journal de Fizz         | Fanny Courtillot                | Mathilde Prévost      | 2021               |
| 13 | Colossal Magoo             | Pauline Rostain                 | Pierre Brissaud       | 2022               |
| 14 | Le roi de la saucisse      | Csaba Zombori                   | Kevin Audi Grivetta   | 2021               |
| 15 | Palonéon 1er               | Alice Boucherit                 | Marc-Antoine Buhagiar | 2021               |
| 16 | Le doudou de Fizz          | Csaba Zombori                   | Pierre Brissaud       | 2021               |
| 17 | Abominable minable         | Marie Eynard                    | Amaury Allaire        | 2021               |
| 18 | Gourou tout doux           | Nils Gaillard                   | Pierre Brissaud       | 2021               |
| 19 | Un golfeur venu d'ailleurs | Marie Eynard                    | Yann Provost          | 2021               |
| 20 | Fizz Noël                  | Alice Boucherit                 | Marc-Antoine Buhagiar | 2024               |
| 21 | Fizz des bois              | Fanny Courtillot                | Léa Cousty            | 2021               |
| 22 | SOS chenilles              | Emmanuel Leduc                  | Amaury Allaire        | 2021               |
| 23 | M. Chat a du chien         | Fanny Courtillot                | Marc-Antoine Buhagiar | 2021               |
| 24 | Légère gravité             | Marie Eynard                    | Romain Cislo          | 2021               |
| 25 | L'invasion des Weasels     | Alice Boucherit Anaïs Lebeau    | Romain Cislo          | 2021               |
| 26 | Capitaine Magoo            | Sabine Cipolla Jawad Wachill    | Marc-Antoine Buhagiar | 2021               |
| 27 | Super Fizz                 | Alice Boucherit Anaïs Lebeau    | Wandrille Manoury     | 2021               |
| 28 | Rien ne va plus            | Valérie Fageol                  | Marc-Antoine Buhagiar | 2021               |
| 29 | Le drakkar d'arnulf        | Tristan Deschamps Julien Gallet | Amaury Allaire        | 2021               |
| 30 | Sans voix                  | Anna Kriegel                    | Romain Cislo          | 2021               |